# Minegumo (schip, 1937)
De Minegumo (Japans: 峯雲, Topwolk) was een torpedobootjager van de Asashio-klasse, die dienst deed bij de Japanse Keizerlijke Marine van 1938 totdat het schip tot zinken werd gebracht in 1943.

## Ontwerp
De Minegumo beschikte over twee turbines, aangedreven door drie ketels. Dit gaf het schip een machinevermogen van 37.285 kW, waarmee het een maximumsnelheid van 35 knopen kon behalen.
De primaire bewapening van het schip bestond uit zes 127mm-kanonnen, waarvan alle beschikten over een eigen geschuttoren. Verder had het schip acht 610mm-torpedobuizen, 28 stuks Type 96-luchtafweergeschut en vier stuks Type 93-luchtafweergeschut. Tegen onderzeeboten beschikte het schip over 36 dieptebommen.

## Dienst
De Minegumo heeft vooral dienst gedaan in 1942, waar het meedeed in de Slag bij Tarrakan, de beruchte Slag in de Javazee, de Slag bij Midway en de Zeeslag bij de Oostelijke Salomonseilanden. Bij deze zeeslagen raakte het schip enkele keren licht beschadigd. Op 6 maart 1943 werd het schip samen met de torpedobootjager Murasame in de Straat van Blackett ontdekt en vernietigd door Task Force 68, een eskader van de Amerikaanse marine. 46 militairen, onder wie de kapitein, Yoshitake Uesug, sneuvelden.